# Teloganopsis punctisetae
Teloganopsis punctisetae is een haft uit de familie Ephemerellidae. De wetenschappelijke naam van de soort is voor het eerst geldig gepubliceerd in 1931 door Matsumura.
De soort komt voor in het Palearctisch gebied.